# Liang Jun
Liang Jun (en chino: 梁 軍; 12 de marzo de 1969) es una deportista china que compitió en esgrima, especialista en la modalidad de florete.
Ganó una medalla de bronce en el Campeonato Mundial de Esgrima de 1990, en la prueba por equipos. Participó en dos Juegos Olímpicos de Verano, ocupando el sexto lugar en Barcelona 1992 y el séptimo en Atlanta 1996, en el torneo por equipos.

## Palmarés internacional
| Campeonato Mundial | Campeonato Mundial | Campeonato Mundial | Campeonato Mundial  |
| Año                | Lugar              | Medalla            | Prueba              |
| ------------------ | ------------------ | ------------------ | ------------------- |
| 1990               | Lyon (Francia)     | Medalla de bronce  | Florete por equipos |